# Joaquim Elísio Pereira Marinho
Joaquim Elísio Pereira Marinho, primeiro e único barão e visconde de Guaí (Salvador, 21 de janeiro de 1841 – Rio de Janeiro, 13 de agosto de 1914) foi um comerciante, banqueiro e político brasileiro.

Armas do visconde de Guaí, parecida com as da família Marinho.

Filho de Joaquim Pereira Marinho (Conde de Pereira Marinho em Portugal) e Francisca da Piedade Oliveira; irmão de Antônio Pereira Marinho, visconde de Marinho em Portugal. Casou-se com Helena Leal.
Foi deputado geral pela Bahia nas legislaturas de 1881 a 1889. Foi Ministro da Marinha de 8 de fevereiro a 7 de junho de 1889 (ver Gabinete João Alfredo). Foi diretor do Banco do Brasil e do Banco Nacional, além de presidente da Associação Comercial da Bahia, de 1870 a 1890.
Agraciado barão, em 26 de abril de 1879, e visconde em 31 de outubro de 1889.